# Konstal 106N
Konstal 106N je typ tramvajového vozu vyrobený v letech 1977, 1985 a 1987 v polském podniku Konstal v Chořově. Konstrukčně vycházel z tramvaje typu 105N. Celkem bylo vyrobeno sedm tramvají typu 106N.
Zkušenosti získané během zkušebních jízd a provozu přispěly ke konstrukci tramvají typu 106Na.

## Konstrukce
Tramvaj 106N vychází z konstrukce typu Konstal 105N ze 70. let 20. století. Jde o jednosměrný čtyřnápravový motorový tramvajový vůz se čtyřmi dveřmi. Vozy jsou vybaveny elektrickou tyristorovou výzbrojí projektu Ústavu elektrotechnického inženýrství. Podlaha se v tramvaji 106N nachází ve výšce 910 mm nad temenem kolejnice. Laminátové sedačky jsou v interiéru rozmístěny systémem 1+1. Řidičova kabina je uzavřená a oddělená od salónu pro cestující. Vozová skříň je usazena na dvou dvounápravových podvozcích, přičemž všechny nápravy jsou hnací. Každou nápravu pohání jeden trakční motor LTa-220 s výkonem 41,5 kW. Proud je z trolejového vedení odebírán pantografem. Tramvaje tohoto typu nejsou určeny pro rozchod koleje menší než 1435 mm.
Tramvaje 106N se vyznačovaly značnou poruchovostí. Různými stupni rekonstrukce prošla většina tramvají 106N v Poznani a ve Varšavě.

## Dodávky tramvají
V letech 1977–1991 bylo vyrobeno 7 vozů.
| Současný stát | Město                                | Článek | Typ  | Roky dodávek | Počet vozů | Evidenční čísla při dodání | Poznámky                                                                          | Zdroj |
| ------------- | ------------------------------------ | ------ | ---- | ------------ | ---------- | -------------------------- | --------------------------------------------------------------------------------- | ----- |
| Polsko        | Ústav elektrotechnického inženýrství | –      | 106N | 1987         | 2          | 1, 2                       | testováno ve Varšavě a zakoupeno jí v roce 1985, vzhled vozové skříně jako u 105N | [ 1 ] |
| Polsko        | Poznaň                               | článek | 106N | 1987         | 2          | 265, 266                   |                                                                                   | [ 1 ] |
| Polsko        | Varšava                              | článek | 106N | 1985, 1987   | 3          | 2001, 2002, 2005           | vzhled vozové skříně jako u 105N                                                  | [ 1 ] |

## Provoz tramvají

### Poznaň
V roce 1985 byly do Poznaně dodány dvě tramvaje typu 106N. V hlavním městě Velkopolska dostaly evidenční čísla 265 a 266. V roce 1991 byla v obou tramvajích demontována tyristorová výzbroj a nahrazena odporovou.

### Varšava
První dvě tramvaje č. 1 a 2 zakoupil Ústav elektrotechniky se záměrem otestovat je na kolejích varšavského tramvajového systému. V letech 1978–1982 vykonávaly zkušební jízdy bez cestujících, v roce 1982 i s cestujícími, ale časté poruchy si vynutily vyřazení vozů z provozu. V roce 1985 od ústavu odkoupila vagony Varšava a přidělila jim nová čísla 2003 a 2004. O 10 let později byla tyristorová výzbroj nahrazena odporovou z tramvají typu 105Na.
Další dvě tramvaje, čísla 2001 a 2002, dorazily do Varšavy v roce 1985 a o dva roky později další s číslem 2005. Oproti vagonům z roku 1977 byla upravena tyristorová výzbroj. Úpravy výzbroje nesnížily poruchovost, proto byly v roce 1990 všechny tři tramvaje přestavěny na typ 105Na.
Poslední dochovanou tramvají 106N (přestavěnou na 105Na) je vůz č. 2002, který v současnosti slouží jako exponát v dopravním hřišti Varšavské městské stráže.